# Викозопрано (Ђенова)
Викозопрано је насеље у Италији у округу Ђенова, региону Лигурија.
Према процени из 2011. у насељу је живело 66 становника. Насеље се налази на надморској висини од 1069 м.